# Gypsophila
Gypsophila/dʒɪpˈsɒfɪlə/ là một chi thực vật có hoa trong họ Caryophyllaceae

## Các loài
- Gypsophila × monstrosa
- Gypsophila × suendermannii
- Gypsophila acantholimoides
- Gypsophila acerosa
- Gypsophila achaia
- Gypsophila acutifolia
- Gypsophila adenophora
- Gypsophila adenophylla
- Gypsophila adscendens
- Gypsophila aggregata
- Gypsophila agrestis
- Gypsophila albida
- Gypsophila alpestris
- Gypsophila alpina
- Gypsophila alsinoides
- Gypsophila altissima
- Gypsophila anatolica
- Gypsophila antari
- Gypsophila antilibanotica
- Gypsophila antoninae
- Gypsophila arabica
- Gypsophila arborea
- Gypsophila arenaria
- Gypsophila arenicola
- Gypsophila aretioides
  - Gypsophila aretioides var. caucasica
- Gypsophila armeniaca
- Gypsophila arrostii
  - Gypsophila arrostii subsp. nebulosa
- Gypsophila arsusiana
- Gypsophila arvensis
- Gypsophila ascendens
- Gypsophila asperula
- Gypsophila atropurpurea
- Gypsophila aucheri
- Gypsophila aulieatensis
- Gypsophila australis
- Gypsophila baytopiorum
- Gypsophila bazorganica
- Gypsophila bellidifolia
- Gypsophila belorossica
- Gypsophila bermejoi
- Gypsophila bicolor
- Gypsophila biovulata
- Gypsophila bitlisensis
- Gypsophila boissieri
- Gypsophila boissieriana
- Gypsophila bornmuelleri
- Gypsophila brachypetala
- Gypsophila briquetiana
- Gypsophila bungeana
- Gypsophila campestris
- Gypsophila capillaris
  - Gypsophila capillaris subsp. confusa
- Gypsophila capillipes
- Gypsophila capitata
- Gypsophila capituliflora
- Gypsophila cappadocica
- Gypsophila caricifolia
- Gypsophila carminea
- Gypsophila castellana
- Gypsophila ceballosi
- Gypsophila cephalotes
- Gypsophila cerastioides
- Gypsophila cerastoides
- Gypsophila cherlerioides
- Gypsophila chilensis
- Gypsophila coelosyriaca
- Gypsophila collina
- Gypsophila compressa
- Gypsophila confertifolia
- Gypsophila cordifolia
- Gypsophila corymbosa
- Gypsophila cretica
- Gypsophila curvifolia
- Gypsophila dahurica
- Gypsophila damascena
- Gypsophila davisii
- Gypsophila davurica
- Gypsophila desertorum
- Gypsophila dianthoides
- Gypsophila diaphylla
- Gypsophila dichotoma
- Gypsophila diffusa
- Gypsophila dioeca
- Gypsophila dshungarica
- Gypsophila dubia
- Gypsophila edmondi
- Gypsophila effusa
- Gypsophila elata
- Gypsophila elegans
- Gypsophila ellipticifolia
- Gypsophila erectiuscula
- Gypsophila erinacea
- Gypsophila eriocalyx
- Gypsophila eubonensis
- Gypsophila exaltata
- Gypsophila fasciculata
- Gypsophila fastigiata
  - Gypsophila fastigiata subsp. belorossica
- Gypsophila fedtschenkoana
- Gypsophila ferganica
- Gypsophila festucifolia
- Gypsophila filicaulis
- Gypsophila filiformis
- Gypsophila filipes
- Gypsophila fischeri
- Gypsophila floribunda
- Gypsophila frankenioides
- Gypsophila fruticulosa
- Gypsophila galiifolia
- Gypsophila gasparrini
- Gypsophila germanicopolitana
- Gypsophila glandulosa
- Gypsophila glauca
- Gypsophila globulosa
- Gypsophila glomerata
- Gypsophila gmelini
- Gypsophila gracilescens
- Gypsophila graeca
- Gypsophila graminea
- Gypsophila graminifolia
- Gypsophila grandiflora
- Gypsophila gypsophiloides
- Gypsophila hakkiarica
- Gypsophila haussknechti
- Gypsophila haynaldiana
- Gypsophila henrici
- Gypsophila herniarioides
- Gypsophila heteropoda
- Gypsophila hirsuta
- Gypsophila hispanica
- Gypsophila hispida
- Gypsophila honigbergeri
- Gypsophila huashanensis
- Gypsophila hungarica
- Gypsophila hygrophila
- Gypsophila iberica
- Gypsophila ilerdensis
- Gypsophila imbricata
- Gypsophila intricata
- Gypsophila iranica
- Gypsophila jaligua
- Gypsophila jaubertiana
- Gypsophila juzepczukii
- Gypsophila knorringiana
- Gypsophila koeiei
- Gypsophila krascheninnikovii
- Gypsophila laconica
- Gypsophila laricina
- Gypsophila latifolia
- Gypsophila laxiflora
- Gypsophila leioclada
- Gypsophila lepidioides
- Gypsophila leucochleana
- Gypsophila libanotica
- Gypsophila licentiana
- Gypsophila lignosa
- Gypsophila linearifolia
- Gypsophila lipskyi
- Gypsophila litwinowi
- Gypsophila lurorum
- Gypsophila macedonica
- Gypsophila makranica
- Gypsophila manginii
- Gypsophila melampoda
- Gypsophila meyeri
- Gypsophila microphylla
- Gypsophila minuartioides
- Gypsophila minutiflora
- Gypsophila modesta
- Gypsophila mollis
- Gypsophila mongolica
- Gypsophila montana
- Gypsophila montserratii
- Gypsophila mucronifolia
- Gypsophila multicaulis
- Gypsophila muralis
- Gypsophila myriantha
- Gypsophila nabelekii
- Gypsophila nana
  - Gypsophila nana compacta
- Gypsophila nanella
- Gypsophila nebulosa
- Gypsophila nodiflora
- Gypsophila obconica
- Gypsophila oblanceolata
- Gypsophila ocellata
- Gypsophila ochroleuca
- Gypsophila oldhamiana
- Gypsophila oligosperma
- Gypsophila olympica
- Gypsophila ortegioides
- Gypsophila pachygona
- Gypsophila pacifica
- Gypsophila pallasii
- Gypsophila pallida
- Gypsophila pallidifolia
- Gypsophila pamirica
- Gypsophila paniculata
- Gypsophila papillosa
- Gypsophila parva
- Gypsophila parviflora
- Gypsophila patrinii
  - Gypsophila patrinii subsp. davurica
- Gypsophila paulii
- Gypsophila perfoliata
  - Gypsophila perfoliata subsp. ilerdensis
  - Gypsophila perfoliata subsp. tomentosa
  - Gypsophila perfoliata var. araratica
  - Gypsophila perfoliata var. glabra
  - Gypsophila perfoliata var. matritensis
- Gypsophila permixta
- Gypsophila persica
- Gypsophila peshmenii
- Gypsophila petraea
- Gypsophila picta
- Gypsophila pilulifera
- Gypsophila pinifolia
- Gypsophila platyphylla
- Gypsophila polyclada
- Gypsophila polygonoides
- Gypsophila popowi
- Gypsophila porphyrantha
- Gypsophila porrigens
- Gypsophila preobrashenskii
- Gypsophila producta
- Gypsophila prostrata
- Gypsophila pseudomelampoda
- Gypsophila pseudoverticillata
- Gypsophila pubescens
- Gypsophila pulchra
- Gypsophila pulposa
- Gypsophila pulvinaris
- Gypsophila purpurea
- Gypsophila raddeana
- Gypsophila ramosissima
- Gypsophila raphiophylla
- Gypsophila repens
  - Gypsophila repens var. pratensis
- Gypsophila reticulata
- Gypsophila reuteri
- Gypsophila rigida
- Gypsophila robusta
- Gypsophila rokejeka
- Gypsophila rosea
- Gypsophila rupestris
- Gypsophila ruscifolia
- Gypsophila sabauda
- Gypsophila sabulosa
- Gypsophila saligna
- Gypsophila sambukii
- Gypsophila saponarioides
- Gypsophila scabra
- Gypsophila scapiflora
- Gypsophila scariosa
- Gypsophila scariosifolia
- Gypsophila scorzonerifolia
- Gypsophila scovitsii
- Gypsophila sedifolia
- Gypsophila semiglobosa
- Gypsophila serbica
- Gypsophila sericea
- Gypsophila serotina
- Gypsophila serpylloides
- Gypsophila silenifolia
- Gypsophila silenoides
- Gypsophila simonii
- Gypsophila simulatrix
- Gypsophila sojakii
- Gypsophila somalensis
- Gypsophila spathulaefolia
- Gypsophila spergulaefolia
- Gypsophila spergulifolia
- Gypsophila sphaerocephala
- Gypsophila spinosa
- Gypsophila squarrosa
- Gypsophila stepposa
- Gypsophila steupii
- Gypsophila steveni
- Gypsophila stevenii
- Gypsophila stewartii
- Gypsophila stricta
- Gypsophila struthium
  - Gypsophila struthium subsp. hispanica
- Gypsophila subaphylla
- Gypsophila subcapitata
- Gypsophila suffruticosa
- Gypsophila syriaca
- Gypsophila szovitsii
- Gypsophila tadzhikistanica
- Gypsophila takhtadzhanii
- Gypsophila tatarica
- Gypsophila tekirae
- Gypsophila tenella
- Gypsophila tenuifolia
- Gypsophila thessala
- Gypsophila thymifolia
- Gypsophila thyraica
- Gypsophila tibetica
- Gypsophila tomentosa
- Gypsophila transalaica
- Gypsophila transcaucasia
- Gypsophila transsylvanica
- Gypsophila trichopoda
- Gypsophila trichotoma
- Gypsophila triquetra
- Gypsophila tschiliensis
- Gypsophila tuberculosa
- Gypsophila tubulifiera
- Gypsophila tubulosa
- Gypsophila turkestanica
- Gypsophila ucrainica
- Gypsophila umbricola
- Gypsophila uralensis
- Gypsophila vaccaria
- Gypsophila vedeneevae
- Gypsophila velutina
- Gypsophila venusta
  - Gypsophila venusta subsp. staminea
- Gypsophila villosa
- Gypsophila vinogradovii
- Gypsophila violacea
- Gypsophila virgata
- Gypsophila viscosa
- Gypsophila visianii
- Gypsophila volgensis
- Gypsophila wendelboi
- Gypsophila wiedemanni
- Gypsophila wilhelminae
- Gypsophila xanthina
- Gypsophila xanthochlora
- Gypsophila yorae
- Gypsophila zhegulensis

## Hình ảnh

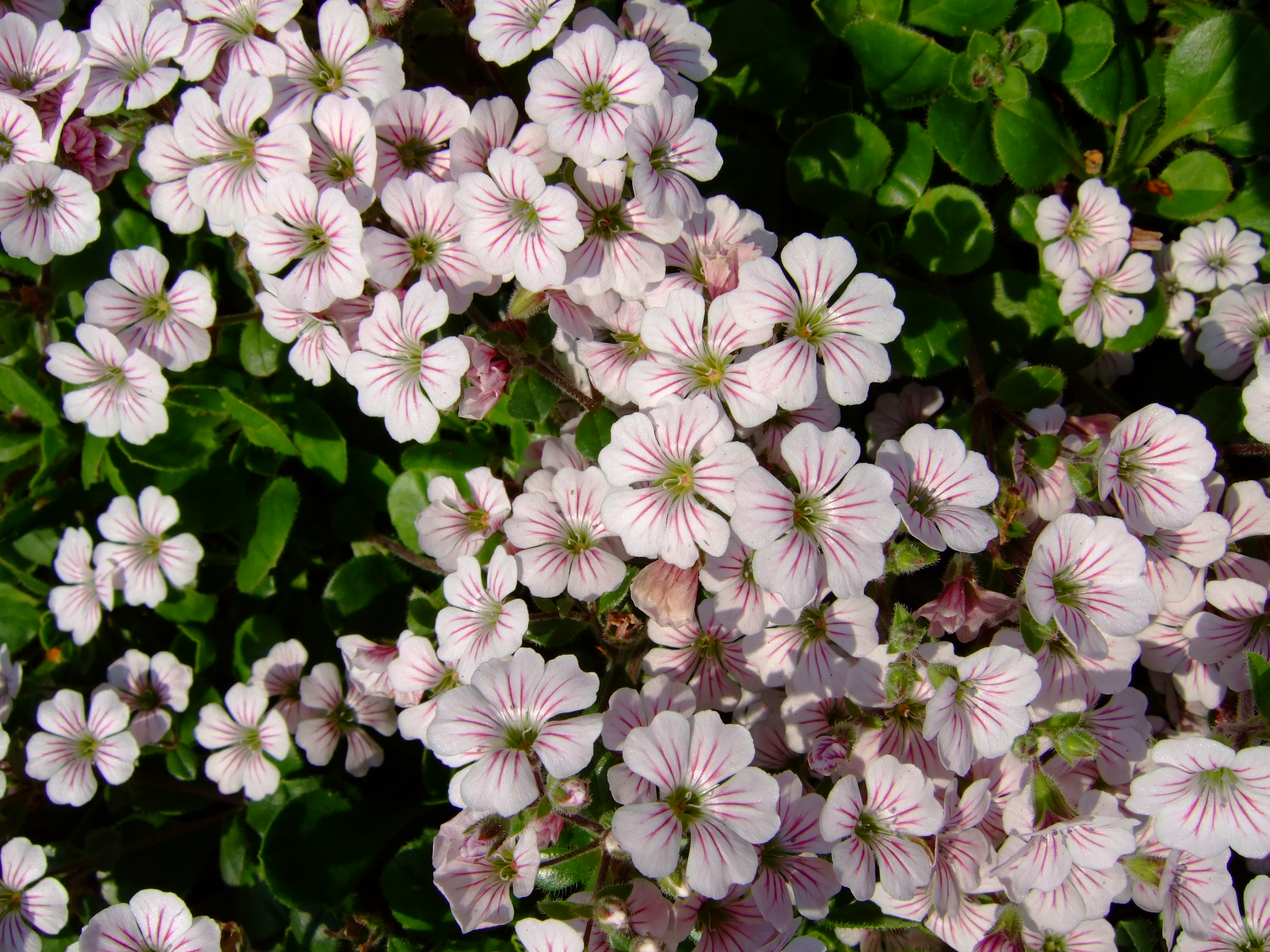
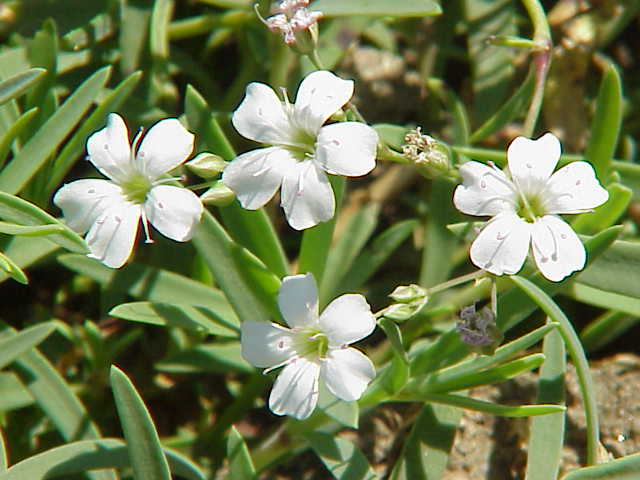
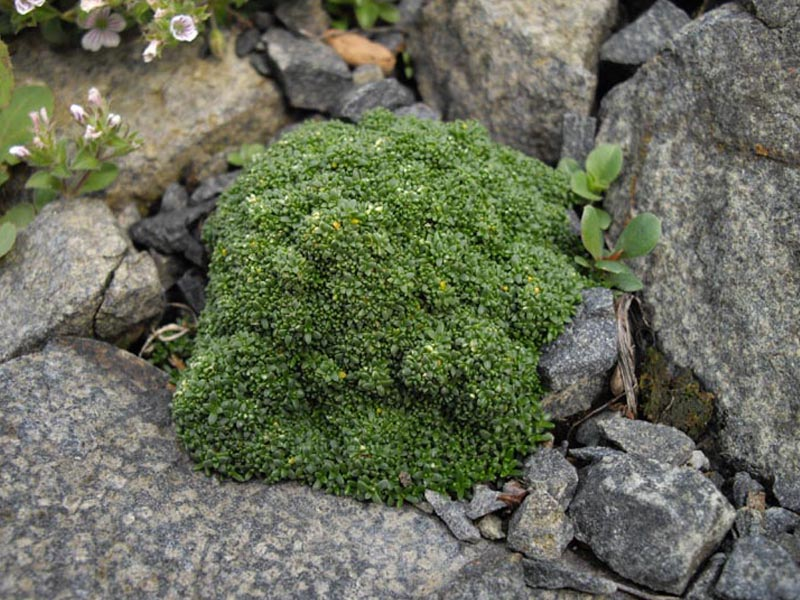
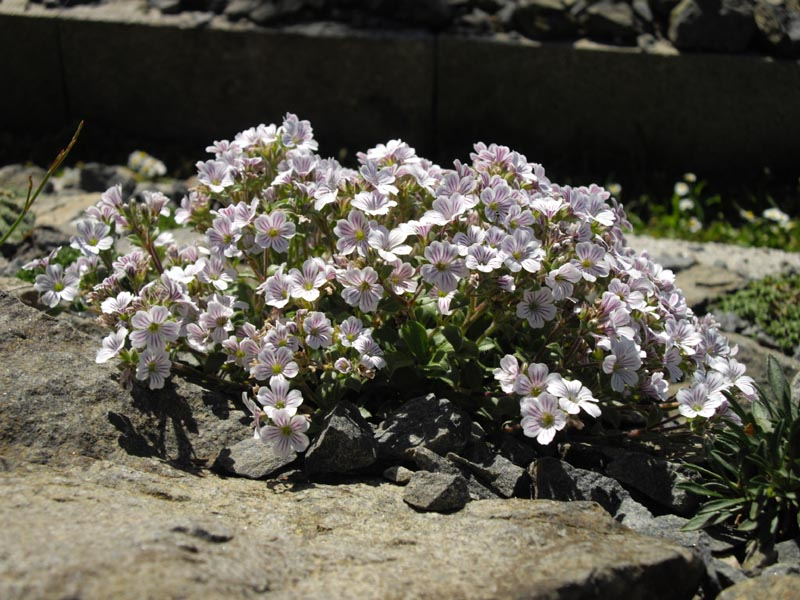
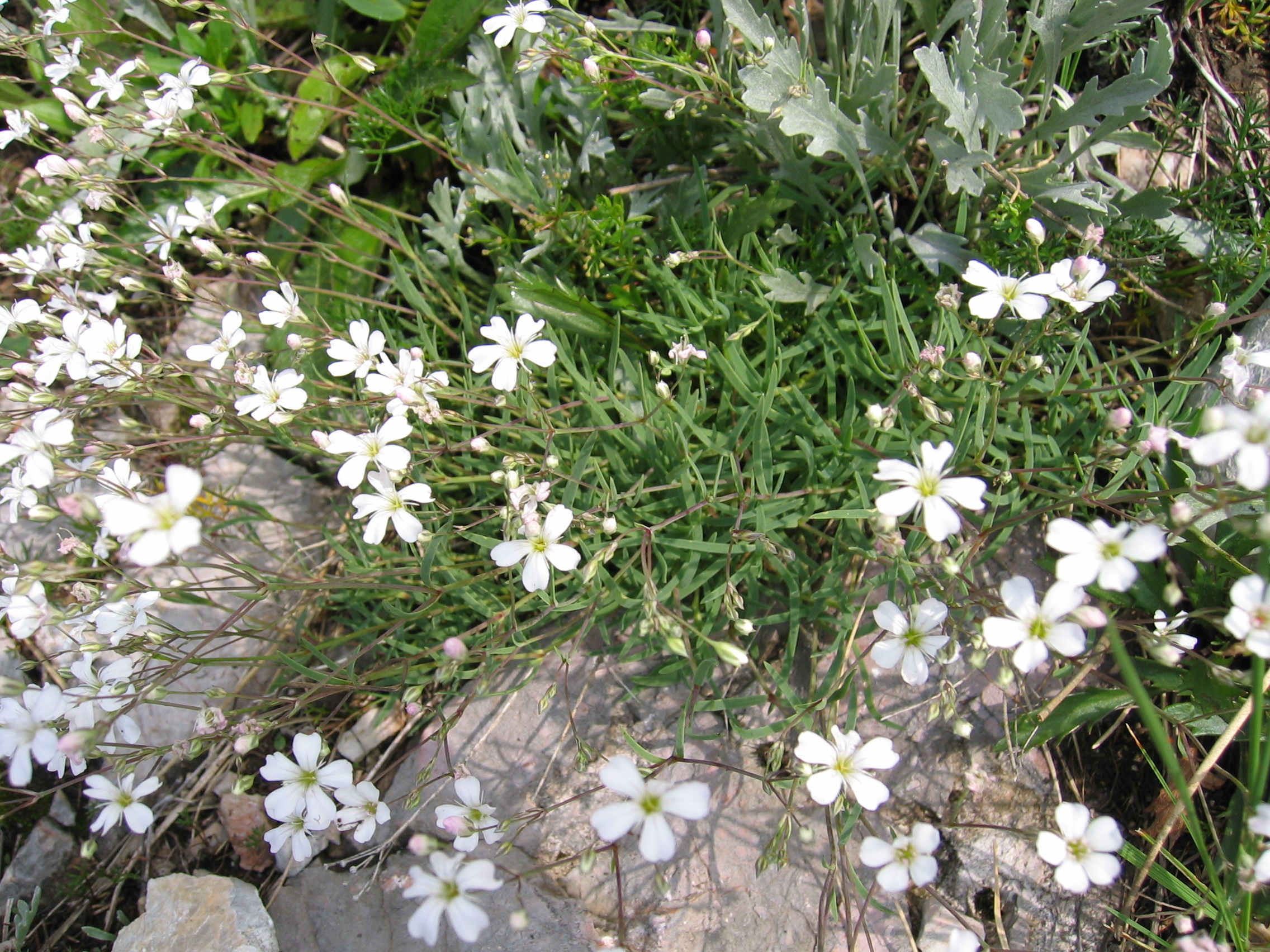
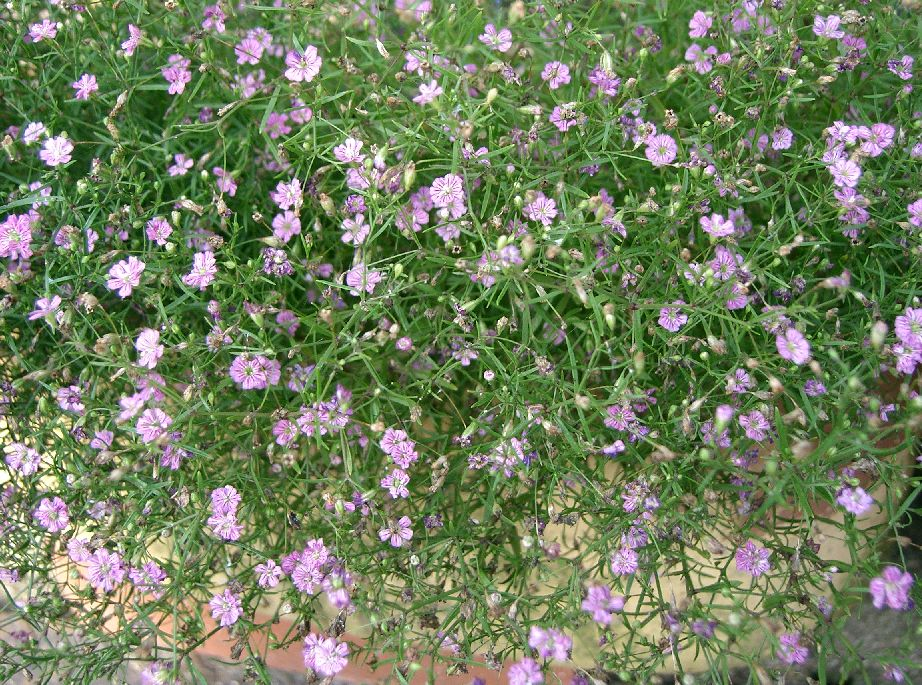